# 圣克里斯蒂娜 (多姆山省)
圣克里斯蒂娜（法語：Sainte-Christine，法語發音：[sɛ̃t kʁistin] ⓘ）是法国多姆山省的一个市镇，属于里永区。

## 地理
圣克里斯蒂娜（46°3'59"N, 2°50'5"E）面积12.78 平方千米，位于法国奥弗涅-罗讷-阿尔卑斯大区多姆山省，该省份为法国中南部省份，北起阿列省接壤，东临卢瓦尔省，南至上盧瓦爾省和康塔爾省，西接科雷兹省和克勒兹省。
与圣克里斯蒂娜接壤的市镇（或旧市镇、城区）包括：锡乌勒河畔阿亚、古蒂耶尔、讷夫埃格利斯、奥弗涅地区圣热尔韦、泰耶。
圣克里斯蒂娜的时区为UTC+01:00、UTC+02:00（夏令时）。

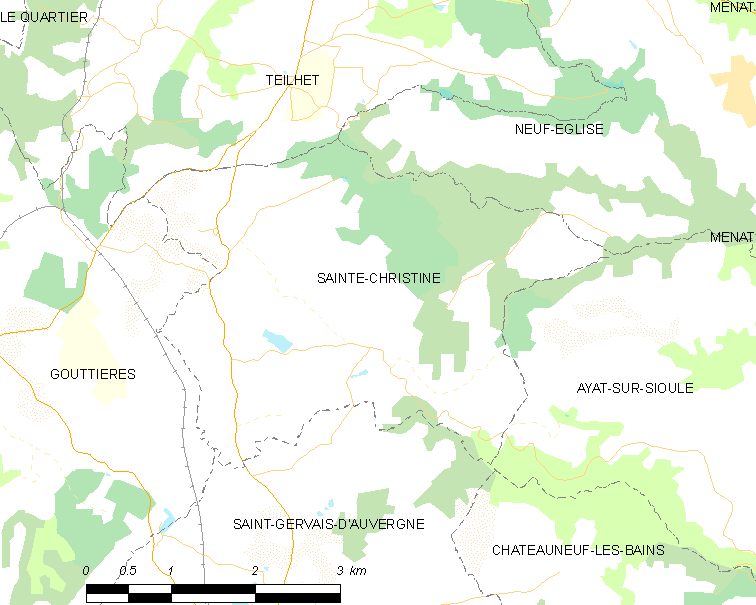
圣克里斯蒂娜的OSM定位图

## 行政
圣克里斯蒂娜的邮政编码为63390，INSEE市镇编码为63329。

## 政治
圣克里斯蒂娜所属的省级选区为圣埃卢瓦莱米讷县。

## 人口

1962-2008年间圣克里斯蒂娜人口变化图示

圣克里斯蒂娜于2022年1月1日时的人口数量为124人。